# 金元壽子
金元壽子（日语：／ Kanemoto Hisako，1987年12月16日—）是日本岡山縣出身的女性聲優。隸屬Production baobab。

## 概要
- 專門学校藝術學院神戶畢業。旧藝名相川壽里。
- 在2009年10月3～4日舉辦的「電擊角色嘉年華2009」活動中，宣布使用本名「金元壽子」[2][3]，在此之前《空·之·音》相關活動是以「相川壽里」名義出席[4]。
- 2018年5月26日宣布前往海外留學（在广播中透露前往中国北京学习语言），自同年夏天到2019年3月期間暫停所有聲優工作[5]。

## 演出作品
※粗體字為主要角色

### 電視動畫
2009年
- 浪漫追星社（江戶川未久） ※「相川壽里」名義

2010年
- 空·之·音（空深彼方） ※「相川壽里→金元壽子」名義
- SD GUNDAM三國傳BraveBattleWarriors（孩子）
- 無頭騎士異聞錄 DuRaRaRa!!（折原九琉璃）
- 變身！公主偶像（女子D）
- 大神與七位伙伴（初華）
- 嬌蠻貓娘大橫行（收音機、女子A）
- 哆啦A夢（女子B、少年的媽媽）
- 寶石寵物 Twinkle☆（茱蒂）
- 鶺鴒女神〜Pure Engagement〜（葛城）
- 侵略！花枝娘（花枝娘）
- 名偵探柯南（小孩）
- Battle Spirits 少年激霸彈（女B、侍女A）
- 閃光的夜襲第14話

2011年
- 這樣算是殭屍嗎？（梅兒·舒特瓏）
- BLEACH（九條望實）
- 緋彈的亞莉亞（中空知美咲）
- 侵略！？花枝娘（花枝娘）

2012年
- Smile 光之美少女！（黃瀨彌生/和平天使、悲劇和平天使）
- 零之使魔F（露可夏娜）
- 猛烈宇宙海賊（格琉希爾德·塞雷尼提）
- 這樣算是殭屍嗎？OF THE DEAD（第二季）（梅兒·舒特瓏）
- 輪迴的拉格朗日（阿斯特莉婭）
- 人類衰退之後（妖精、捲髮）
- 心連·情結（桐山唯）
- Muv-Luv Alternative Total Eclipse（能登和泉）
- 就算是哥哥，有愛就沒問題了，對吧（美少女）
- 只要妳說妳愛我（小川千晴）
- 少女&戰車（卡秋莎）
- 御宅英文！小缎带（叮噹）

2013年
- 我女友與青梅竹馬的慘烈修羅場（秋篠姬香）
- 琴浦小姐（琴浦春香）
- 戀曲寫真（早倉舞衣）
- 翠星上的加爾岡緹亞（艾咪）
- 科學超電磁砲S（甘味榮華）
- 新哆啦A夢（女高中生、女子）
- 御宅英文！小緞帶 the TV（叮噹）
- 噬血狂襲（南宮那月）
- 我要成為世界最強偶像（福岡萌）
- 銀狐（冴木真琴）
- 東京闇鴉（北斗／相馬多軌子）

2014年
- Z/X IGNITION（倉敷世羅、男子）
- 最近，妹妹的樣子有點怪？（桐谷雪那）
- SONIANI -SUPER SONICO THE ANIMATION-（櫻花〈殺戮院鏖禍〉）
- 東京闇鴉（北斗、相馬多軌子）
- 我們大家的河合莊（渡邊彩花）
- 惡魔的謎語（一之瀨晴）
- 金田一少年之事件簿R（濱秋子）
- 銀河騎士傳（綠川纈）
- Happiness Charge 光之美少女！（和平天使）
- 記錄的地平線 第二期（多多良）
- 七大罪（維羅妮卡·里昂尼絲）
- 電波少女與錢仙大人（欺負人同學、神秘少女）
- 女友伴身邊（湯川基世）

2015年
- 銃皇無盡的法夫納（麗莎·海渥卡）
- 暗殺教室（倉橋陽菜乃）
- 無頭騎士異聞錄 DuRaRaRa!!×2 承（折原九琉璃、經紀人、友人）
- 純潔的瑪利亞（瑪利亞）
- SHIROBAKO（鈴木京子、亞莉亞）
- 記錄的地平線 第二期（櫛八玉）
- 靈感少女（木村老師）
- 雙槍激鬥（片桐鏡華）
- 銀河騎士傳 第九行星戰役（綠川纈）
- GATE 奇幻自衛隊 在彼方的土地，如斯的戰鬥（杜嘉·露娜·馬爾席）
- 無頭騎士異聞錄 DuRaRaRa!!×2 轉（折原九琉璃）
- 六花的勇者（蘿蘿妮亞）
- 重裝武器（呵呵呵）
- 落第騎士英雄譚（東堂刀華）
- 機動戰士GUNDAM 鐵血的孤兒（亞多娜·米古斯達）
- 高校星歌劇（那雪紬）
- 女武神驅動 -美人魚-（安潔）

2016年
- 暗殺教室 第2期（倉橋陽菜乃）
- GATE 奇幻自衛隊 在彼方的土地，如斯的戰鬥 第2期（杜嘉·露娜·馬爾席）
- 舞武器·舞亂伎（一希薰子〈小孩〉）
- 無頭騎士異聞錄 DuRaRaRa!!×2 結（折原九琉璃）
- 最弱無敗神裝機龍（海茲）
- Re:從零開始的異世界生活（短髮女狂人）
- 美少女戰士Crystal Season III 死亡毀滅者篇（水野亞美／水手水星）
- 線上遊戲的老婆不可能是女生？（伊莎娜）
- 飛翔的魔女（雛）
- LoveLive! Sunshine!!（樹）
- B-PROJECT〜鼓動＊Ambitious〜（澄空翼）
- 月歌。THE ANIMATION（聖克麗絲）
- Regalia 三聖星（蕾姿·鳴海）
- 發條精靈戰記 天鏡的極北之星（米雅拉·銀）
- 齊木楠雄的災難（雌貓／普希／浦西／普茜）
- 七大罪 聖戰的預兆（維羅妮卡·里昂尼絲）
- 舞武器·舞亂伎 星之巨人（一希薰子）
- 機動戰士GUNDAM 鐵血的孤兒 第二期（亞多娜·米古斯達）
- Lostorage incited WIXOSS（梅露）
- 名侦探柯南（屋崇司的女友）

2017年
- 蠟筆小新（天井千代子）
- 碧藍幻想 The Animation（姬塔）
- 高校星歌劇 第2期（那雪紬）
- Re:CREATORS（瑪里涅）
- ID-0（克蕾雅·北條[6]）
- 在地下城尋求邂逅是否搞錯了什麼 外傳 劍姬神聖譚（菲兒葳絲·夏利亞）
- 狐妖小紅娘（塗山容容）
- 咕嚕咕嚕魔法陣（チュリカ）
- 歡迎來到實力至上主義的教室（星之宮知惠）[7]
- Gamers 電玩咖！（天道花憐）
- 地獄少女 宵伽（真山靜香）
- 食戟之靈 餐之皿（薙切繪理奈）
- LoveLive! Sunshine!! 第2期（樹）
- 血界戰線 & BEYOND（卡洛琳·佛斯塔）
- 如果有妹妹就好了。（可兒那由多[8]、死亡面具·米德菲爾德）
- 泥鯨之子們在沙地上歌唱（薩米）
- 犬屋敷（井上文乃）

2018年
- 比宇宙更遠的地方（高橋惠）
- 龍王的工作！（空銀子）[9]
- 七大罪 戒律的復活（維羅妮卡、妖精）
- citrus（橘薩拉）
- 魔法使的新娘（伊森）
- 食戟之靈 餐之皿 遠月列車篇（薙切繪理奈）
- BanG Dream! Girls Band Party!☆PICO（羽澤鶇）
- 尤利西斯 貞德與鍊金騎士（妖精A）
- 閃亂神樂 SHINOVI MASTER -東京妖魔篇-（叢[10]）

2019年
- BanG Dream! 2nd Season（羽澤鶇[11]）
- 鬼太郎（第6作）（星華）
- 艾梅洛閣下II世事件簿 -魔眼蒐集列車 Grace note-（瑪麗·利爾·法果）
- 高校星歌劇 第3期（那雪紬）
- 超人高中生們即便在異世界也能從容生存！（神崎桂音[12]）
- 食戟之靈 神之皿（薙切繪理奈）
- Z/X Code reunion（倉敷世羅[13]）
- 神田川JET GIRLS（新紫集院文文）
- Dr.STONE 新石紀（柯妮·李）
- 碧藍航線（肯特、神通）
- 炎炎消防隊（淺子·阿古[14]）

2020年
- BanG Dream! 3rd Season（羽澤鶇）
- 異種族風俗娘評鑑指南（潔潔兒）
- 食戟之靈 豪之皿（薙切繪理奈）
- 格萊普尼爾（超商店員、相原未來）
- 夢夢貓（小舒[15]）
- BanG Dream! Girls Band Party!☆PICO～大份～（羽澤鶇）
- 炎炎消防隊 貳之章（淺子·阿古）
- 戀與製作人～EVOL×LOVE～（我）
- 魔物娘的醫生（狄俄涅·涅菲利姆）
- 名侦探柯南（諸伏景光〈童年〉）

2021年
- 弱角友崎同學（日南葵）
- 怪物事變（彌太郎）
- 無職轉生～到了異世界就拿出真本事～（塞妮絲·格雷拉特）
- 記錄的地平線 圓桌崩壞（櫛八玉）
- 堀與宮村（井浦基子）
- 刮掉鬍子的我與撿到的女高中生（後藤愛依梨）
- 七大罪 憤怒的審判（維羅妮卡）
- 夢夢貓 Mix！（小舒）
- Vivy -Fluorite Eye's Song-（瑪格麗特）
- 緋紅結繫（結人·皇〈5歲〉）
- 現實主義勇者的王國重建記（瑪莉亞·尤弗利亞）
- 数码宝贝大冒险：（分子兽）
- BanG Dream! Girls Band Party!☆PICO Fever!（羽澤鶇）
- 名偵探柯南（諸伏景光〈幼少期〉）

2022年
- 幻想三國誌 -天元靈心記-（小靈、魍魎姬）
- 現實主義勇者的王國重建記（第2期）（瑪莉亞·尤弗利亞）
- Hairpin Double（碓冰京子／Hairpin Blue）
- BanG Dream! 少女樂團派對！5週年紀念動畫 -CiRCLE THANKS PARTY!-（羽澤鶇）
- 處刑少女的生存之道（桃子）
- 社畜想被幼女幽靈療癒。（伏原）[16]
- 街角魔族 2丁目（千代田櫻）
- 愛在征服世界後（黑百合凶子／鋼鐵公主）
- 歡迎來到實力至上主義的教室 2nd Season（星之宮知惠）
- SHINE POST（粉絲、トッカさん）
- OVERLORD IV（莉莉妮特·琵安尼）
- 異世界歸來的舅舅（澤江[17]）
- 我想成為影之強者！（伊普西龍[18]）
- 戀愛Flops（白夢華[19]）
- 4個人各自有著自己的秘密（泳裝大姐姐[20]）
- 後宮之烏（女、琴惠瑤）
- 呆萌酷男孩（貴之的姊姊）
- 艦隊Collection 總有一天，在那片海（清霜）

2023年
- REVENGER（鳰[21]）
- 不當哥哥了！（穗月楓[22]）
- 關於我在無意間被隔壁的天使變成廢柴這件事（藤宮志保子）
- 數碼寶貝幽靈遊戲（琴葉）
- 帶著智慧型手機闖蕩異世界。2（貝爾芙蘿菈）
- 藍色管弦樂（木村隆美[23]）
- 堀與宮村 -piece-（井浦基子[24]）
- 我想成為影之強者！ 2nd season（伊普西龍[25]）
- 黑暗集會（紅）
- 逃走中 THE GREAT MISSION（蕾拉）

2024年
- 歡迎來到實力至上主義的教室 3nd Season（星之宮知惠）
- 弱角友崎同學 2nd STAGE（日南葵[26]）
- 愛犬訊號（東山繪麻）
- 關於我轉生變成史萊姆這檔事 第3期（艾爾梅西亞[27]）
- 再見龍生，你好人生（瑪伊拉爾[28]）
- 魔王2099（トラート＝ゲーテル[29]）

2025年
- 離開A級隊伍的我，和從前的弟子往迷宮深處邁進（瑪露[30]）
- 男女之間存在純友情嗎？（不，不存在！）（夏目咲良[31]）
- 炎炎消防隊 參之章（淺子·阿古[32]）
- 使人誤解的工房主～關於原英雄隊伍的雜役人員，實際上除了戰鬥能力外全是SSS的故事～（米米可[33]）
- 強者的新傳說（賽萊亞[34]）
- 銀河特快車 Milky☆Subway（アカネ[35]）
- SAKAMOTO DAYS 坂本日常（虎丸尚[36]）

時期未定
- 異世界四重奏3（伊普西龍[37]）

### OVA
2011年
- 侵略！花枝娘（花枝娘）

2013年
- 翠星上的加爾岡緹亞（艾咪）

2014年
- 翠星上的加爾岡緹亞-遙遠的巡迴航路 前編（艾咪）

2015年
- 第三飛行少女隊 FALLING ANGEL（春夏秋冬阿莉亞）
- 噬血狂襲 女武神的王國篇 後篇（南宮那月）

2016年
- 高校星歌劇 第1期 OVA2（那雪紬）
- 噬血狂襲II「黑之劍巫篇Ⅲ」（南宮那月）
- 噬血狂襲II「逃亡的第四真祖篇I」（南宮那月）

2017年
- 噬血狂襲II「逃亡的第四真祖篇II」（南宮那月）
- 食戟之靈 貳之皿「秋月的邂逅」（薙切繪里奈）
- 食戟之靈 貳之皿「仲間亮版食戟之靈〜浮世太噁了〜」（薙切繪里奈）
- 食戟之靈 貳之皿「遠月十傑」（薙切繪里奈）
- 巴加的工作室（加奈子[38]）

2018年
- 噬血狂襲III（南宮那月）

2018年
- 噬血狂襲III（南宮那月[39]）
- 伊藤潤二驚選集[40] DVD特典OVA「富江」（三尾雪子）

2020年
- 噬血狂襲IV（南宮那月）

2021年
- Fate/Grand Carnival（海倫娜·布拉瓦茨基）

2022年
- 無職轉生～到了異世界就拿出真本事～「艾莉絲的哥布林討伐」（特蕾茲·拉托雷亞）
- 噬血狂襲FINAL（南宮那月）
- 女校之星（久保田真弓）

### 劇場版動畫
2010年
- 超電影SD鋼彈三國傳～BraveBattleWarriors～（村的小孩們）

2011年
- 追逐繁星的孩子（渡瀨明日菜）

2012年
- 光之美少女 All Stars New Stage 未來的朋友（黃瀨彌生／和平天使）

2013年
- 光之美少女 All Stars New Stage2 心之朋友（黃瀨彌生／和平天使）
- AURA 〜魔龍院光牙最後的戰鬥〜（子鳩志奈子[41]）
- 空之境界 未來福音（兩儀未那）

2014年
- 劇場版 猛烈宇宙海賊 -超空間的深淵-（格琉希爾德·塞雷尼提）
- 光之美少女 All Stars New Stage3 永遠的朋友（黃瀨彌生／和平天使）

2015年
- 少女與戰車 劇場版（星野、卡秋莎）
- 劇場版 銀河騎士傳（綠川纈）
- UFO學園的秘密（森下春花）

2017年
- 少女與戰車 最終章（第1話）（星野、卡秋莎）

2018年
- 大雄的宝岛（迷你哆啦）
- HUG！光之美少女♡光之美少女 All Stars Memories（黃瀨彌生／和平天使）

2019年
- Love Live! Sunshine!! 學園偶像電影～彩虹彼端～（樹）
- 少女與戰車 最終章（第2話）（星野）
- BanG Dream! FILM LIVE（羽澤鶇[42]）

2021年
- 少女與戰車 最終章（第3話）（星野、卡秋莎）
- 美少女戰士Eternal（水野亞美／水手水星）

2023年
- 美少女戰士Cosmos（水野亞美／水手水星）
- 少女與戰車 最終章（第4話）（星野、卡秋莎）

2025年
- 少女與戰車 更加相親相愛作戰！（卡秋莎[43]）

2026年
- 劇場版 關於我轉生變成史萊姆這檔事 蒼海之淚篇（艾爾梅西亞[44]）

### 網路動畫
2014年
- 美少女戰士Crystal（水野亞美／水手水星）

2016年
- 星期一的豐滿（德森）
- 怪物彈珠（少女）

2017年
- 怪物彈珠（瑪娜[45]）
- 盡量加油吧！魔法少女胡桃（Prima Cyan／三原色美月）

2018年
- 盡量加油吧！魔法少女胡桃（路過的女大學生A）
- 衛宮家今天的餐桌風景（藤村大河〈學生〉）

2021年
- 幼女社長（割戶真友）
- 娑婆氣（鈴彥姬）

2022年
- 蔚藍檔案 1.5周年紀念短篇動畫（赤司淳子）

2023年
- 伊藤潤二狂熱：日本恐怖故事（小夜子[46]）
- 幼女社長R（割戶真友）
- 大怪獸卡美拉：重生（波可[47]）
- 黃金庭院：冬日裡的新年願望（維爾薇）

2025年
- 新星GALVERSE（VEGA[48]）

### 遊戲
- 白貓Project（レンファ）
- SW2.0（シャーリィ）
- 永恆紀元
- 紅魔城傳說II 妖幻的鎮魂歌（フランドール・スカーレット）
- Dream C Club Zero（ノノノ）
- 戀曲寫真（早倉舞衣）
- 雙槍激鬥（片桐鏡華）
- 心連·情結 隨機預知（桐山唯）
- 英雄傳說 閃之軌跡（菲·克勞塞爾）
- Weiß Schwarz Portable（夜月亞莉亞）
- 程式少女（ココ）
- （艾咪、早倉舞衣、秋篠姬香）
- 魔法少女大戰 ZANBATSU（吉美姬）
- 艦隊Collection -艦Colle-（春雨、早霜、清霜、北方栖姬）
- 生化危機：浣熊市行動（雪莉·柏金）
- 我家公主最可愛（律星姬 蕾娜）
- 御城プロジェクトRE 城プロRE（兵庫城）

2012年
- 女友伴身邊（湯川基世）

2013年
- 閃亂神樂 SHINOVI VERSUS -少女們的証明-（叢）

2014年
- 閃亂神樂 忍乳負重（叢）

2015年
- 閃亂神樂 夏日對決 -少女們的選擇-（叢）
- 刀劍神域 Lost Song（賽玟／七色·阿爾沙文）
- Nitro+ Blasterz -Heroines Infinite Duel-（殺戮院鏖禍、艾咪）
- 乖離性百萬亞瑟王（瓦莎哈）
- 聖火降魔錄if（櫻）

2016年
- UPPERS（桃雪舞）
- Strawberry Nauts（讀丸萬里佳）
- 無邪的災星（坂本迷）
- 刀剑神域 虚空幻界（賽玟／七色·阿爾沙文）
- Fate/Grand Order（海倫娜·布拉瓦茨基）

2017年
- Fate/Grand Order（海倫娜·布拉瓦茨基、Archer・地獄）
- BanG Dream! 少女樂團派對（羽澤鶇[49]）
- 魔法紀錄 魔法少女小圓外傳（御園華凜）
- BLEACH: Brave Souls（九條望實）
- 碧藍航線（肯特、神通、黑太子）

2018年
- 怪物彈珠（瑪娜）
- 天華百劍-斬-（九戶來國行）
- 超異域公主連結 Re:Dive（姬塔）

2019年
- 明日方舟（白面鸮）
- 塗鴉大亂鬥（エリアル）
- Fate/Grand Order Arcade（海倫娜·布拉瓦茨基（聖誕節））
- 聖火降魔錄 英雄雲集（櫻）

2020年
- 神都夜行錄 (阿織)
- 碧蓝幻想Versus（姬塔）
- 東方大炮彈（靈烏路空）

2021年
- Melty Blood Type Lumina（有間都古）
- 蔚藍檔案（赤司淳子）

2022年
- 崩壞3rd（逐火十三英傑 維爾薇）
- 原神（妮露）

2023年
- 宿命迴響（G弦上的詠嘆調）
- 碧藍幻想 Versus -RISING-（姬塔）

2024年
- 碧藍幻想Relink（姬塔）

2025年
- 忍者必須死（衛鯉）

### 廣播劇CD
2011年
- 花嫁研習社（一之藏類雪）

2016年
- 如果有妹妹就好了。（可兒那由多）
- 我們的奇蹟（上岡沙耶） - 我們的奇蹟 附贈廣播劇CD單行本 我們的前世考察
- 廣播劇CD Lilycle Vol.7「閃耀！！明星的條件！」（鞠谷夏樹[50]） - 初回限定版封入
- 龍王的工作！（空銀子[51]） - 小說第2卷 附贈廣播劇CD限定特裝版

2017年
- 我家的女僕小姐 廣播劇CD（上木崎亞美）
- That Is How I Roll!（羽澤鶇）
- 大奧「有功&家光」編（家光[52]） - 單行本第15卷附贈廣播劇CD特裝版

2018年
- 別當歐尼醬了！（穗月楓）
- Swing！！（橫峰冬姬）

2019年
- 飛翔的魔女（雛[53]、魔法之火）

2023年
- 小書痴的下剋上：為了成為圖書管理員不擇手段！ 廣播劇CD9（亞絲娣德[54]）

### 數位漫畫
- VOMIC 偽戀（小野寺小咲）

### 網路電視
- 茅野與金元的GANGAN GAち頻道（YouTube、NICONICO動畫：2016年5月12日－）[55]

### 彈珠機
- CR我要成為世界最強偶像（福岡萌[56]）

### 活動
- 前往岡山night（2015年12月6日）

### 其他
- 蠟筆小新 小餅乾TVCM（偶像）
- 神曲奏界Ephonic Songbird 聲音劇[57]
- Z/X（倉敷世羅）
- 雫時計 by （武井雫）
- TAKAMICHI SUMMER WORKS（「蟬」、「夏之帝國」）
- 美聲時計R
- 「掌握9成 英語的發音·高低重音攻略法」下載用聲音 旁白[58]
- 兩備Holdings 七葉院真由世（虛擬社員）
- 歌樂 下載聲音（小松姬）
- 紅魔城傳説II 妖幻的鎮魂歌（フランドール・スカーレット、スターサファイア）
- 自衛隊岡山地方協力本部 原創海上自衛隊形象角色（瀨戶水葡）
- 幼女戰記 第3卷購入特典聲音劇（維夏[59]）
- 勇者的師傅大人 第3巻購入者特典聲音劇（莉亞拉[60]）
- 天才兒童MAX （ももふぇ）
- AKASHI S.U.C PR角色（帆風葵[61]）
- MAPLUS聲優導航（古倫德[62]）
- 終將成為妳（2016年，PV）飾演 小糸侑[63]
- JR西日本岡山支社 くまなく
- 岡山縣宣傳動畫「大家的岡山犬」（岡山犬） [64]
- はじめてのノベルゲーム（莉子[65]）

## 音樂作品

### 專輯
| 枚  | 發售日         | 名稱             | 規格編號 | 最高位 |
| --- | -------------- | ---------------- | -------- | ------ |
| 1st | 2014年11月26日 | Fantastic Voyage | VIZL-738 | 89位   |

### 參加作品
- ULTRA-PRISM with 花枝娘（金元壽子）
-  花枝娘（金元壽子）

## 外部連結
- 事務所公開簡歷 （页面存档备份，存于）（日語）
- 金元壽子的部落格 （页面存档备份，存于）（日語）